# Episodi di Eureka Seven
Questa è una lista degli episodi dell'anime Eureka Seven. Quasi tutti i titoli degli episodi corrispondono a quelli di canzoni realmente esistenti.

## Prima serie
| Nº | Titolo italiano Giapponese 「Kanji」 - Rōmaji - Traduzione letterale | In onda           | In onda                                                  |
| Nº | Titolo italiano Giapponese 「Kanji」 - Rōmaji - Traduzione letterale | Giapponese        | Italiano                                                 |
| 1  | Blue Monday 「ブルーマンデー」 - Burū Mandē – "Lunedì blu" | 17 aprile 2005    | 1º ottobre 2006 (sottotitolato) 8 aprile 2010 (doppiato) |
| 1  | Brano relativo: Blue Monday dei New Order |                   |                                                          |
| 2  | Blue Sky Fish 「ブルースカイ・フィッシュ」 - Burū Sukai Fisshu – "Pesce del cielo blu" | 24 aprile 2005    | 15 aprile 2010                                           |
| 2  | Brano relativo: Sky Fish dei Color Variation |                   |                                                          |
| 3  | Motion Blue 「モーション・ブルー」 - Mōshon Burū – "Blu del movimento" | 1º maggio 2005    | 22 aprile 2010                                           |
| 3  | Brano relativo: Motion Blue degli Index AI |                   |                                                          |
| 4  | Watermelon 「ウォーターメロン」 - Wōtāmeron – "Cocomero" | 8 maggio 2005     | 29 aprile 2010                                           |
| 4  | Watermelon Man di Herbie Hancock |                   |                                                          |
| 5  | Vivid Bit 「ビビット・ビット」 - Bibitto Bitto – "Pezzetto vivido" | 15 maggio 2005    | 6 maggio 2010                                            |
| 5  | Vivid degli Electronic |                   |                                                          |
| 6  | Childhood 「チャイルドフッド」 - Chairudofuddo – "Infanzia" | 22 maggio 2005    | 13 maggio 2010                                           |
| 6  | Childhood di Jeff Mills |                   |                                                          |
| 7  | Absolute Defeat 「アブソリュート・ディフィート」 - Abusoryūto Difīto – "Sconfitta assoluta" | 29 maggio 2005    | 20 maggio 2010                                           |
| 8  | Glorious Brilliance 「グロリアス・ブリリアンス」 - Guroriasu Buririansu – "Brillantezza gloriosa" | 5 giugno 2005     | 27 maggio 2010                                           |
| 8  | Brano relativo: Glorious dei Muse |                   |                                                          |
| 9  | Paper Moon Shine 「ペーパームーン・シャイン」 - Pēpā Mūn Shain – "Splendore della luna di carta" | 12 giugno 2005    | 3 giugno 2010                                            |
| 9  | Brano relativo: It's Only a Paper Moon di Harold Arlen |                   |                                                          |
| 10 | Higher Than the Sun 「ハイアー・ザン・ザ・サン」 - Haiā Zan za San – "Più alto del sole" | 19 giugno 2005    | 10 giugno 2010                                           |
| 10 | Brano relativo: Higher Than the Sun dei Primal Scream |                   |                                                          |
| 11 | Into the Nature 「イントゥー・ザ・ネイチャー」 - Intū za Neichā – "Dentro la natura" | 26 giugno 2005    | 17 giugno 2010                                           |
| 11 | Brano relativo: Into the Nature degli Hardfloor |                   |                                                          |
| 12 | Acperience 1 「アクペリエンス・１」 - Akuperiensu wan – "Esperienza 1" | 3 luglio 2005     | 24 giugno 2010                                           |
| 12 | Brano relativo: Acperience 1 degli Hardfloor |                   |                                                          |
| 13 | The Beginning 「ザ・ビギニング」 - Za Biginingu – "L'inizio" | 10 luglio 2005    | 1º luglio 2010                                           |
| 13 | Brano relativo: The Beginning di Rhythim Is Rhythim |                   |                                                          |
| 14 | Memory Band 「メモリー・バンド」 - Memorī Bando – "La banda della memoria" | 17 luglio 2005    | 8 luglio 2010                                            |
| 14 | Brano relativo: Memory Band dei Rotary Connection |                   |                                                          |
| 15 | Human Behaviour 「ヒューマン・ビヘイヴュア」 - Hyūman Biheivyua – "Comportamento umano" | 24 luglio 2005    | 15 luglio 2010                                           |
| 15 | Brano relativo: Human Behaviour di Björk |                   |                                                          |
| 16 | Opposite View 「オポジット・ヴュー」 - Opojitto Vyū – "Vista opposta" | 31 luglio 2005    | 22 luglio 2010                                           |
| 16 | Brano relativo: Opposite View di Del Amitri |                   |                                                          |
| 17 | Sky Rock Gate 「スカイ・ロック・ゲート」 - Sukai Rokku Gēto – "Cancello della roccia del cielo" | 7 agosto 2005     | 29 luglio 2010                                           |
| 17 | Titolo derivato dall'Ama no Iwato, la "caverna della roccia celeste" nella mitologia giapponese. |                   |                                                          |
| 18 | Ill Communication 「イルコミュニケーション」 - Iru Komyunikēshon – "Comunicazione malata" | 21 agosto 2005    | 5 agosto 2010                                            |
| 18 | Titolo derivato dall'album Ill Communication dei Beastie Boys |                   |                                                          |
| 19 | Acperience 2 「アクペリエンス・2」 - Akuperiensu tsū – "Esperienza 2" | 28 agosto 2005    | 12 agosto 2010                                           |
| 19 | Brano relativo: Acperience 2 degli Hardfloor |                   |                                                          |
| 20 | Substance Abuse 「サブスタンス アビューズ」 - Sabusutansu Abyūzu – "Abuso di sostanza" | 4 settembre 2005  | 2 settembre 2010                                         |
| 20 | Brano relativo: Substance Abuse di F.U.S.E. |                   |                                                          |
| 21 | Runaway 「ランナウェイ」 - Rannawei – "Scappa via" | 11 settembre 2005 | 9 settembre 2010                                         |
| 21 | Brano relativo: Runaway dei Nuyorican Soul |                   |                                                          |
| 22 | Crackpot 「クラックポット」 - Kurakkupotto – "Pazzo" | 18 settembre 2005 | 16 settembre 2010                                        |
| 22 | Brano relativo: Krakpot di Plastikman |                   |                                                          |
| 23 | Differentia 「ディファレンシア」 - Difarenshia – "Differenza" | 25 settembre 2005 | 23 settembre 2010                                        |
| 23 | Brano relativo: differencia di Ryūichi Sakamoto |                   |                                                          |
| 24 | Paradise Lost 「パラダイス・ロスト」 - Paradaisu Rosuto – "Paradiso perduto" | 2 ottobre 2005    | 30 settembre 2010                                        |
| 24 | Brano relativo: Paradise lost di Ryūichi Sakamoto |                   |                                                          |
| 25 | World's End Garden 「ワールズ・エンド・ガーデン」 - Wāruzu Endo Gāden – "Giardino della fine del mondo" | 9 ottobre 2005    | 7 ottobre 2010                                           |
| 25 | Titolo derivato dal libro World's End Garden di Seikō Itō |                   |                                                          |
| 26 | Morning Glory 「モーニング・グローリー」 - Mōningu Gurōrī – "Gloria mattutina" | 16 ottobre 2005   | 14 ottobre 2010                                          |
| 26 | Brano relativo: Morning Glory degli Oasis |                   |                                                          |
| 27 | Helter Skelter 「ヘルタースケルター」 - Herutā Sukerutā – "In fretta e furia" | 23 ottobre 2005   | 21 ottobre 2010                                          |
| 27 | Brano relativo: Helter Skelter dei The Beatles |                   |                                                          |
| 28 | Memento Mori 「メメントモリ」 - Memento Mori – "Memento mori" | 30 ottobre 2005   | 28 ottobre 2010                                          |
| 28 | Brano relativo: Memento Mori dei Kamelot |                   |                                                          |
| 29 | Keep on Movin' 「キープ・オン・ムービン」 - Kīpu on Mūbin – "Continua a muoverti" | 6 novembre 2005   | 4 novembre 2010                                          |
| 29 | Brano relativo: Keep on Movin' dei Soul II Soul |                   |                                                          |
| 30 | Change of Life 「チェンジ・オブ・ライフ」 - Chenji obu Raifu – "Cambio di vita" | 13 novembre 2005  | 11 novembre 2010                                         |
| 30 | Brano relativo: Changes of Life di Jeff Mills |                   |                                                          |
| 31 | Animal Attack 「アニマル・アタック」 - Animaru Atakku – "Attacco animale" | 20 novembre 2005  | 18 novembre 2010                                         |
| 31 | Brano relativo: Animal Attack di Fumiya Tanaka |                   |                                                          |
| 32 | Start It Up 「スタート・イット・アップ」 - Sutāto Itto Appu – "Inizialo" | 27 novembre 2005  | 25 novembre 2010                                         |
| 32 | Brano relativo: The Start It Up di Joey Beltram |                   |                                                          |
| 33 | Pacific State 「パシフィック・ステイト」 - Pashifikku Suteito – "Stato pacifico" | 4 dicembre 2005   | 2 dicembre 2010                                          |
| 33 | Brano relativo: Pacific State degli 808 State |                   |                                                          |
| 34 | Inner Flight 「インナー・フライト」 - Innā Furaito – "Volo interiore" | 11 dicembre 2005  | 9 dicembre 2010                                          |
| 34 | Brano relativo: Inner Flight dei Primal Scream |                   |                                                          |
| 35 | Astral Apache 「アストラル・アパッチ」 - Asutoraru Apacchi – "Apache astrale" | 17 dicembre 2005  | 16 dicembre 2010                                         |
| 35 | Brano relativo: Astral Apache dei Galaxy 2 Galaxy |                   |                                                          |
| 36 | Fantasia 「ファンタジア」 - Fantajia – "Fantasia" | 24 dicembre 2005  | 13 gennaio 2011                                          |
| 36 | Brano relativo: Fantasia di Cosmic Baby |                   |                                                          |
| 37 | Raise Your Hand 「レイズ・ユア・ハンド」 - Reizu Yua Hando – "Alza le mani" | 8 gennaio 2006    | 20 gennaio 2011                                          |
| 37 | Brano relativo: Raise Your Hand Together di Cornelius |                   |                                                          |
| 38 | Date of Birth 「デイト・オブ・バース」 - Deito obu Bāsu – "Data di nascita" | 15 gennaio 2006   | 27 gennaio 2011                                          |
| 38 | Brano relativo: Date Of Birth dei Arsonists |                   |                                                          |
| 39 | Join The Future 「ジョイン・ザ・フューチャー」 - Join za Fyūchā – "Unisciti al futuro" | 22 gennaio 2006   | 3 febbraio 2011                                          |
| 39 | Brano relativo: Join The Future dei Tuff Little Unit |                   |                                                          |
| 40 | Cosmic Trigger 「コズミック・トリガー」 - Kozumikku Torigā – "Grilletto cosmico" | 29 gennaio 2006   | 10 febbraio 2011                                         |
| 40 | Brano relativo: Cosmic Trigger di AA.VV., nella raccolta Axiom Ambient |                   |                                                          |
| 41 | Acperience 3 「アクペリエンス・３」 - Akuperiensu surī – "Esperienza 3" | 5 febbraio 2006   | 17 febbraio 2011                                         |
| 41 | Brano relativo: Acperience 3 degli Hardfloor |                   |                                                          |
| 42 | Star Dancer 「スターダンサー」 - Sutādansā – "Ballerino stellare" | 12 febbraio 2006  | 24 febbraio 2011                                         |
| 42 | Brano relativo: Star Dancer dei Red Planet |                   |                                                          |
| 43 | The Sunshine Underground 「ザ・サンシャイン・アンダーグラウンド」 - Za Sanshain Andāguraundo – "La luce del sole sottoterra" | 19 febbraio 2006  | 3 marzo 2011                                             |
| 43 | Brano relativo: The Sunshine Underground dei The Chemical Brothers |                   |                                                          |
| 44 | It's All in the Mind 「イッツ・オール・イン・ザ・マインド」 - Ittsu Ōru in za Maindo – "È tutto nella mente" | 26 febbraio 2006  | 10 marzo 2011                                            |
| 44 | Brano relativo: It's All in the Mind di C. J. Bolland |                   |                                                          |
| 45 | Don't You Want Me? 「ドント・ユー・ウォント・ミー？」 - Donto Yū Wonto Mī? – "Non mi vuoi?" | 5 marzo 2006      | 17 marzo 2011                                            |
| 45 | Brano relativo: Don't You Want Me dei The Human League |                   |                                                          |
| 46 | Planet Rock 「プラネット・ロック」 - Puranetto Rokku – "Il rock del pianeta" | 12 marzo 2006     | 24 marzo 2011                                            |
| 46 | Brano relativo: Planet Rock di Afrika Bambaataa |                   |                                                          |
| 47 | Acperience 4 「アクペリエンス・4」 - Akuperiensu foa – "Esperienza 4" | 19 marzo 2006     | 31 marzo 2011                                            |
| 47 | Brano relativo: Acperience 4 degli Hardfloor |                   |                                                          |
| 48 | Ballet Mécanique 「バレエ・メカニック」 - Baree Mekanikku – "Balletto meccanico" | 26 marzo 2006     | 7 aprile 2011                                            |
| 48 | Brano relativo: Ballet Mécanique di Ryūichi Sakamoto |                   |                                                          |
| 49 | Shout to the Top! 「シャウト・トゥ・ザ・トップ！」 - Shauto tu za Toppu! – "Urla alla cima!" | 2 aprile 2006     | 14 aprile 2011                                           |
| 49 | Brano relativo: Shout To The Top! dei The Style Council |                   |                                                          |
| 50 | Una stella cade 「星に願いを」 - Hoshi ni negai o – "Un desiderio su una stella" | 2 aprile 2006     | 21 aprile 2011                                           |
| 50 | Brano relativo: When You Wish upon a Star di Cliff Edwards, canzone della colonna sonora di Pinocchio, e la versione giapponese Hoshi ni negai o. La versione italiana della canzone è intitolata proprio Una stella cade. |                   |                                                          |
| 51 | New Order 「ニュー･オーダー」 - Nyū Ōdā – "Nuovo ordine" | 5 aprile 2012     | -                                                        |
| 51 | Episodio speciale che mostra un finale alternativo della serie. Non ha alcun legame con il sequel Eureka Seven AO, che continua dall'episodio 50. Non è mai stato utilizzato nella prima serie, quindi l'episodio conclusivo della serie è il 50. L'episodio è stato incluso anche nello Hybrid Disc, un Blu-ray Disc uscito il 20 settembre 2012 che contiene anche l'OAV ed il videogioco tratti dalla seconda serie. È inedito in Italia. |                   |                                                          |